# Јелена Даниловић
Јелена Даниловић (Зрењанин, 15. октобар 1921. — Београд, 27. август 2008) била је српска правница и универзитетска професорка.
Јелена Даниловић школовала се у Љубљани и Београду, где је завршила Гимназију и Правни факултет. Говорила је француски, немачки, руски, енглески, словеначки и италијански језик, а владала класичним и средњевековним латинским језиком и знањем палеографије. Предавала је и на другим Правним факултетима у Србији и Црној Гори. Као један од водећих и светски признатих стручњака за римско право, била је члан многобројних међународних научних асоцијација, учесник на бројним научним скуповима, као и члан Научног друштва Србије.

## Образовање
Правни факултет у Београду уписала је 1939. године, прекинула студије за време рата и дипломирала 1947. Асистент на Правном факултету, на предмету Римско право, постала је 1951. године. После студијског боравка у Италији, Торину, у трајању од годину дана, одбранила је докторску дисертацију у септембру 1958. године са одликом, пред петочланом комисијом којом је председавао професор Михаило Константиновић, са темом „Облигациони уговори у дубровачком праву од XIII до средине XIV века". Пензионисала се 1985. године.

## Каријера
Радила је у Министарству спољне трговине до укидања министарства 1951. године, да би наредне године била изабрана за асистента на Правном факултету у Београду, на предмету Општа историја државе и права код професора Алберта Вајса. Годину дана касније због реорганизације наставног плана премештена је као асистент на предмет Римско право. Докторску дисертацију под насловом „Облигациони уговори у дубровачком праву до 1356. године“ радила је више од годину дана у самом Дубровнику, изучавајући, на основу архивског материјала, утицаје римског и средњевековних права у Италији на дубровачко право и рад дубровачке канцеларије. 
За доцента је изабрана 1959. године, за ванредног професора 1962. године, а за редовног професора 1970. године. У међувремену је као стипендиста Фондације „Хумболт“ провела више од годину дана код професора Макса Казера у Хамбургу, држећи, поред осталог и предавања студентима прве године на немачком језику. Учествовала је скоро сваке године са рефератима на неком од скупова која су организовала међународна друштва за правну историју, у разним местима Европе, од Ирске до Италије.
Осим на матичном факултету у Београду, предавала је Римско право на факултету у Новом Саду – деветнаест година; Римско право и Националну правну историју у Подгорици – скоро петнаест година. Предавала је краће време у Сплиту, Приштини и Нишу, као и три месеца у Холандији као гост холандске владе. По одласку у пензију наставила је да се бави научно-истраживачким и преводилачким активностима, као овлашћени судски тумач.

## Дела
Због широког подручја које покривају, дела докторке Даниловић груписана су у три тематске целине везане за средњовековно дубровачко право, српско средњовековно право и црногорско право. Нека од значајнијих дела су:
- Ј. Даниловић: "Народне жалбе од римског до савременог права", Београд, 1968
- О. Кандић, Ј. Даниловић: "Историја правног факултета 1808-1905", Београд, 1997
- Ј. Даниловић, О. Станојевић: "Текстови из римског права", Београд, 1970 (9. издање 1996)
- Ј. Даниловић: "Студије из историје права", Подгорица, 2002

Приредила је и написала увод у Општи законик о имовини за Књажевину Црну Гору и Одабрана дела, Београд, 1998